# 710 Gertrud
710 Gertrud је астероид главног астероидног појаса. Приближан пречник астероида је 26,81 ,
а средња удаљеност астероида од Сунца износи 3,128 астрономских јединица (АЈ).
Инклинација (нагиб) орбите у односу на раван еклиптике је 1,749 степени, а орбитални период износи 2021,227 дана (5,533 година). Ексцентрицитет орбите астероида износи 0,136.
Апсолутна магнитуда астероида износи 11,10 а геометријски албедо 0,089.
Астероид је откривен 28. фебруара 1911. године.